# Morhet
Morhet est une section et un village de la commune belge de Vaux-sur-Sûre située en Région wallonne dans la province de Luxembourg.

## Démographie
- Source: INS recensements population
- 1970: Annexé à Vaux-les-Rosières

## Histoire
Morhet est érigée en mairie sous le régime français.
En 1823, elle fusionne avec Rosières.
À la fusion des communes du 17 juillet 1970, Morhet fusionne avec Nives et Vaux-lez-Rosières pour former la nouvelle commune de Vaux-sur-Sûre.
La gare de Morhet ouvre en 1869 sur la ligne Libramont - Bastogne et ferme aux voyageurs en 1979.